# 太平营街道
太平营街道，是中华人民共和国贵州省铜仁市松桃苗族自治县下辖的一个街道办事处。
2015年12月8日，贵州省人民政府批复同意松桃县部分乡镇行政区划调整，新设置的太平营街道辖原太平营乡地域，街道办事处驻太平村。

## 行政区划
太平营街道下辖以下地区：
太平村、石榴溪村、古庄坪村、土屯村、滥桥村、白果树村、红岩村、观音岩村、石马村、上堡村、下堡村、坪干村、芭蕉坪村、隘门村、巴罗田村、三合溪村和老寨村。